# Interpretación de Penrose
La interpretación de Penrose es una interpretación cuántica especulativa de Roger Penrose sobre la relación entre la mecánica cuántica y la relatividad general. Penrose propone que un estado cuántico permanece en superposición hasta que la diferencia de curvatura del espacio-tiempo alcanza un nivel significativo.

## Panorama general
La idea de Penrose se inspira en la gravedad cuántica, ya que utiliza tanto las constantes físicas {\displaystyle \hbar } como la {\displaystyle G}. Es una alternativa a la interpretación de Copenhague, que postula que la superposición falla cuando se hace una observación (pero que no es objetiva por naturaleza), y a la interpretación de los universos múltiples, que afirma que los resultados alternativos de una superposición son igualmente "reales", mientras que su mutua decoherencia impide las interacciones observables posteriores.
La idea de Penrose es un tipo de teoría de colapso objetivo. Para estas teorías, la función de onda es una onda física, que experimenta el colapso de la función de onda como un proceso físico, sin que los observadores tengan ningún papel especial. Penrose teoriza que la función de onda no puede mantenerse en superposición más allá de una cierta diferencia de energía entre los estados cuánticos. Da un valor aproximado para esta diferencia: una masa de Planck con valor de materia, que llama el nivel de "'un gravitón'". A continuación, plantea la hipótesis de que esta diferencia de energía hace que la función de onda colapse a un solo estado, con una probabilidad basada en su amplitud en la función de onda original, un procedimiento derivado de la mecánica cuántica estándar. El criterio de Penrose del "nivel de un gravitón" constituye la base de su predicción, proporcionando un criterio objetivo para el colapso de la función de onda. A pesar de las dificultades para especificar esto de forma rigurosa, propone que los estados base en los que se produce el colapso están descritos matemáticamente por las soluciones estacionarias de la ecuación de Schrödinger-Newton.

## Consecuencias físicas
Aceptando que las funciones de onda son físicamente reales, Penrose cree que la materia puede existir en más de un lugar a la vez. En su opinión, un sistema macroscópico, como un ser humano, no puede existir en más de un lugar durante un tiempo medible, ya que la diferencia de energía correspondiente es muy grande. Un sistema microscópico, como un electrón, puede existir en más de un lugar durante un tiempo significativamente mayor (miles de años), hasta que su separación de curvatura espacio-temporal alcance el umbral de colapso.

En la teoría de Einstein, cualquier objeto que tenga masa provoca una deformación en la estructura del espacio y tiempo a su alrededor. Esta deformación produce el efecto que experimentamos como gravedad. Penrose señala que los objetos diminutos, como las motas de polvo, los átomos y los electrones, también producen deformaciones del espacio-tiempo. La mayoría de los físicos se equivocan al ignorar estas deformaciones. Si una mota de polvo se encuentra en dos lugares al mismo tiempo, cada uno debería crear sus propias distorsiones en el espacio-tiempo, dando lugar a dos campos gravitatorios superpuestos. Según la teoría de Penrose, se necesita energía para mantener estos campos duales. La estabilidad de un sistema depende de la cantidad de energía implicada: cuanto mayor sea la energía necesaria para sostener un sistema, menos estable será. Con el tiempo, un sistema inestable tiende a volver a su estado más simple y de menor energía: en este caso, un objeto en un lugar que produce un campo gravitatorio. Si Penrose está en lo cierto, la gravedad empuja a los objetos hacia un único lugar, sin necesidad de invocar observadores o universos paralelos.

Penrose especula que la transición entre los estados macroscópicos y cuánticos comienza en la escala de las partículas de polvo (cuya masa es cercana a la masa de Planck). Ha propuesto un experimento para probar esta teoría, llamado FELIX (experimento de órbita libre con rayos X de interferometría láser), en el que un láser de rayos X en el espacio se dirige hacia un espejo diminuto y es fisionado por un divisor de haz desde decenas de miles de kilómetros de distancia, con lo que los fotones se dirigen hacia otros espejos y se reflejan. Un fotón golpeará el espejo diminuto mientras se mueve hacia otro espejo y moverá el espejo diminuto de vuelta mientras regresa, y según las teorías cuánticas convencionales, el espejo diminuto puede existir en superposición durante un periodo de tiempo significativo. Esto impediría que cualquier fotón llegara al detector. Si la hipótesis de Penrose es correcta, la superposición del espejo se colapsará a una ubicación en aproximadamente un segundo, permitiendo que la mitad de los fotones lleguen al detector.
Sin embargo, dado que este experimento sería difícil de organizar, se ha propuesto en su lugar una versión de mesa que utiliza cavidades ópticas para atrapar los fotones el tiempo suficiente para lograr el retraso deseado.